# Новосельське (Далматовський район)
Новосе́льське (рос. Новосельское) — село у складі Далматовського району Курганської області, Росія. Адміністративний центр Тамакульської сільської ради.
Населення — 129 осіб (2010, 195 у 2002).
Національний склад станом на 2002 рік: росіяни — 95 %.